# The Right of Way (film 1915)
The Right of Way è un film muto del 1915 diretto da John W. Noble. Il soggetto è basato sul romanzo omonimo di Gilbert Parker e sul lavoro teatrale dallo stesso titolo di Eugene Wiley Presbrey che andò in scena a Broadway al Wallack's Theatre il 4 novembre 1907.
Il romanzo di Parker fu lo spunto per altre diverse versioni cinematografiche: nel 1920 uscì in distribuzione un The Right of Way diretto da John Francis Dillon e, nel 1931, un altro The Right of Way diretto da Frank Lloyd che aveva come interpreti Conrad Nagel e Loretta Young.

## Trama
Charlie Steele, avvocato penalista molto brillante, è un alcolizzato. La sua bravura in tribunale lo fa vincere ancora una volta quando riesce a far assolvere Joe Portugaise che lui, comunque, crede colpevole di omicidio. Qualche tempo dopo, il matrimonio di Steele con Kathleen Wantage va a rotoli quando la moglie lo accusa di averle rubato del denaro. In realtà, il vero ladro è Billy, lo scapestrato fratello di Kathleen. Steele, intanto, scende velocemente la china sociale e, ubriaco, finisce per fare a botte in un saloon. Gettato nel lago, viene salvato dal suo ex assistito, Joe Portugaise. Steele viene colpito da amnesia e non ricorda più nulla. Quando si riprende, dopo un anno, viene a scoprire che la moglie si è risposata. Portugaise lo porta con sé in un villaggio nel nord del Canada dove tutti gli abitanti lo evitano perché lo considerano un ateo. Rosalie, che si prende cura di lui, cerca di convertirlo alla fede, ma senza successo. Nel villaggio giunge anche Billy che, per impadronirsi degli oggetti sacri, incendia la chiesa, ma Steele riesce a salvare i vasi. Quando però Billy tenta un nuovo furto, Steele rimane gravemente ferito. L'avvocato, in punto di morte, vede la grande mietitrice e ha una visione anche di Rosalie. Pentitosi, Steele si converte e, dopo essere stato battezzato, muore.

## Produzione
Il film fu prodotto dalla Rolfe Photoplays.

## Distribuzione
Il copyright del film, richiesto dalla Metro Pictures Corp., fu registrato il 19 luglio 1915 con il numero LP6469.

Distribuito negli Stati Uniti dalla Metro Pictures Corporation, il film uscì nelle sale cinematografiche il 19 luglio 1915.
Non si conoscono copie ancora esistenti della pellicola che viene considerata presumibilmente perduta.